# Walter Burley Griffin

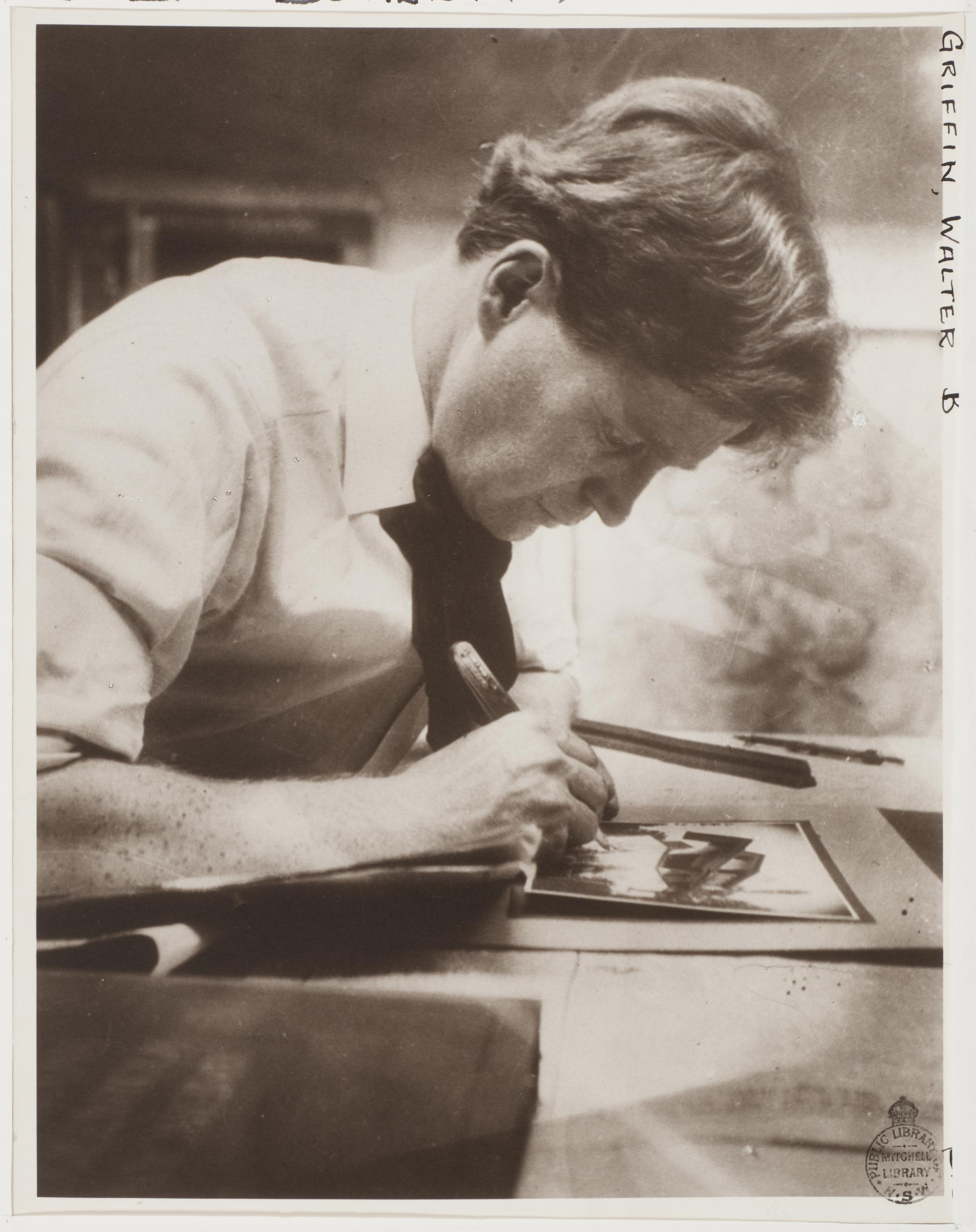
Walter Burley Griffin, 1912

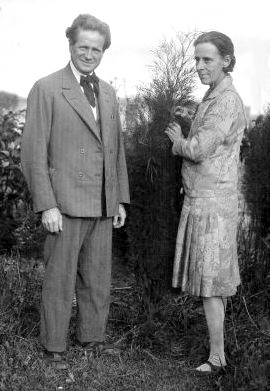
Walter Burley Griffin med sin fru Marion Mahony Griffin i Sydney 1930

Walter Burley Griffin, född 1876 i Maywood i Illinois i USA, död 1937 i Lucknow i Indien, var en amerikansk arkitekt och stadsplanerare.
Walter Griffin utbildade sig på University of Illinois, med examen 1899. Han var biträde till Frank Lloyd Wright till 1905 och var en framträdande företrädare för arkitekturstilen prärieskolan. Han var gift med arkitekten Marion Mahony Griffin. Paret Griffin flyttade 1914 till Australien för att arbeta med etableringen av Canberra, Australiens nya huvudstad. De lämnade uppdraget där omkring 1920 i besvikelse, eftersom de ansåg att för få av deras idéer förverkligades. Under depressionsåren ritade Griffin stadsplaner och förbränningsugnar i Australien. Han dog i Indien 1937 i sviterna av en bukhinneinflammation, som han ådragit sig i Australien.
Walter Griffins byggnader i präriestil skiljer sig från Frank Lloyd Wrights genom sina nivåskillnader och sadeltak och ger ett mer kompakt intryck. År 1917 patenterade han ett konstruktionssystem av betongblock. Hans australiensiska förbränningsugnar placerades i backar, så att tyngdkraften medverkade i processen.
Som stadsplanerare blandade Griffin formella och informella element: breda, räta vägar i traditionella rutnät avlöstes av krökta vägar, som fick samverka till terrängen. 

## Verk i urval
- Privatbostad för W.H.Emery, Elmhurst, Illinois, USA, 1903
- Privatbostad för brodern Ralph Griffin, Edwardsville, Illinois, USA, 1909
- Privatbostad för Adolph Mueller, Decatur, Illinois, USA, 1906
- Privatbostad för Joshua Melson, Anna, Illinois, USA, 1912
- Bibliotek, Stinson Memorial Library, Anna, Illinois, USA, 1913
- Stadsplan till Canberra, Australien, 1912-1920
- Stadsplan, byggnader, Castlecrag, Leeton, Griffith, Newman College, med flera, Australien, 1920- och 1930-talen
- Förbränningsanläggning, Willoughby Incinerator, Sydney, New South Wales, Australien 1934
- Bibliotek, University of Lucknow, Indien, 1935-1937
- United Provinces Exhibition, Lucknow, Indien, 1935-1937

## Bildgalleri

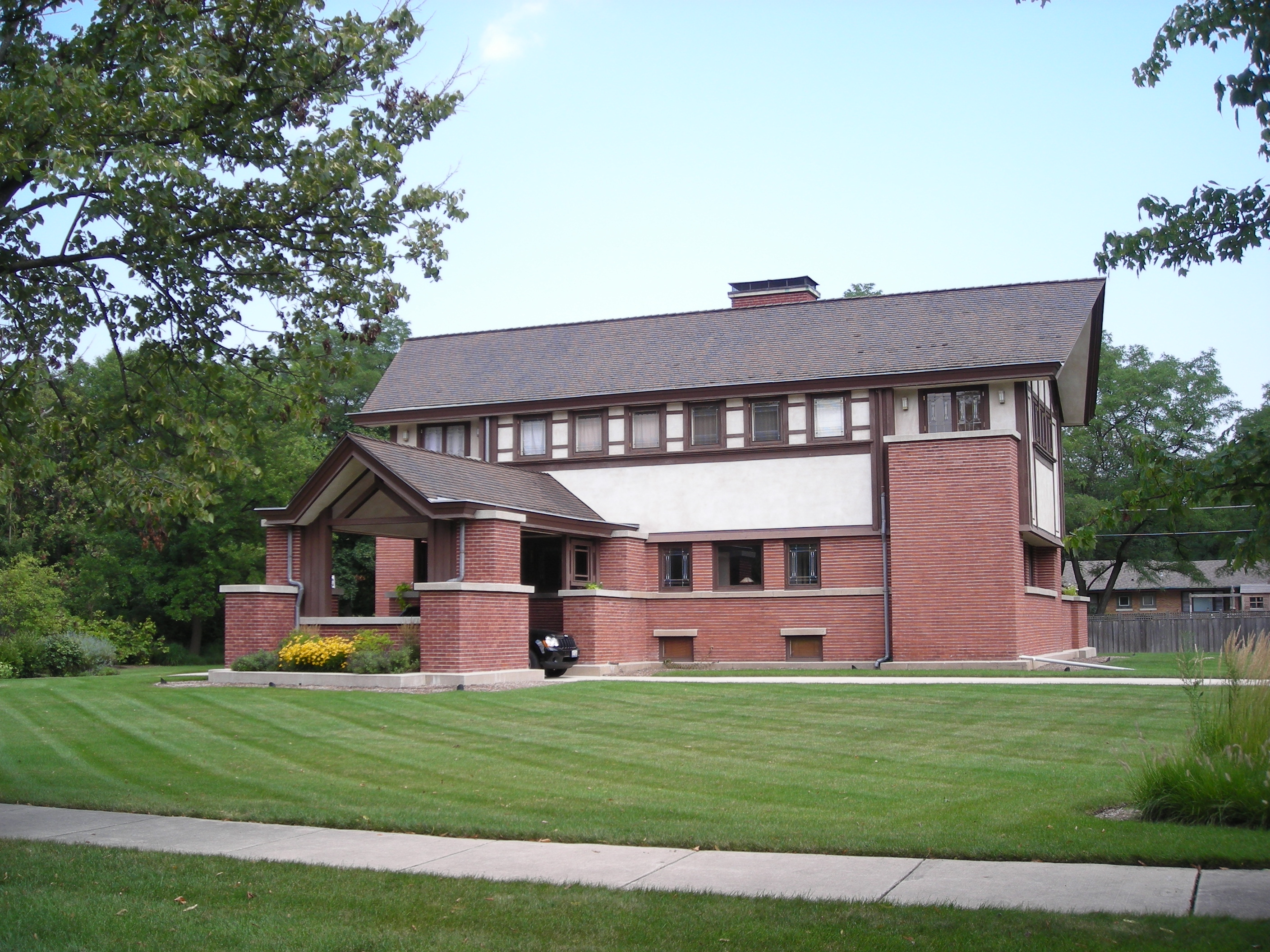
William H. Emery Jr. House, 1903
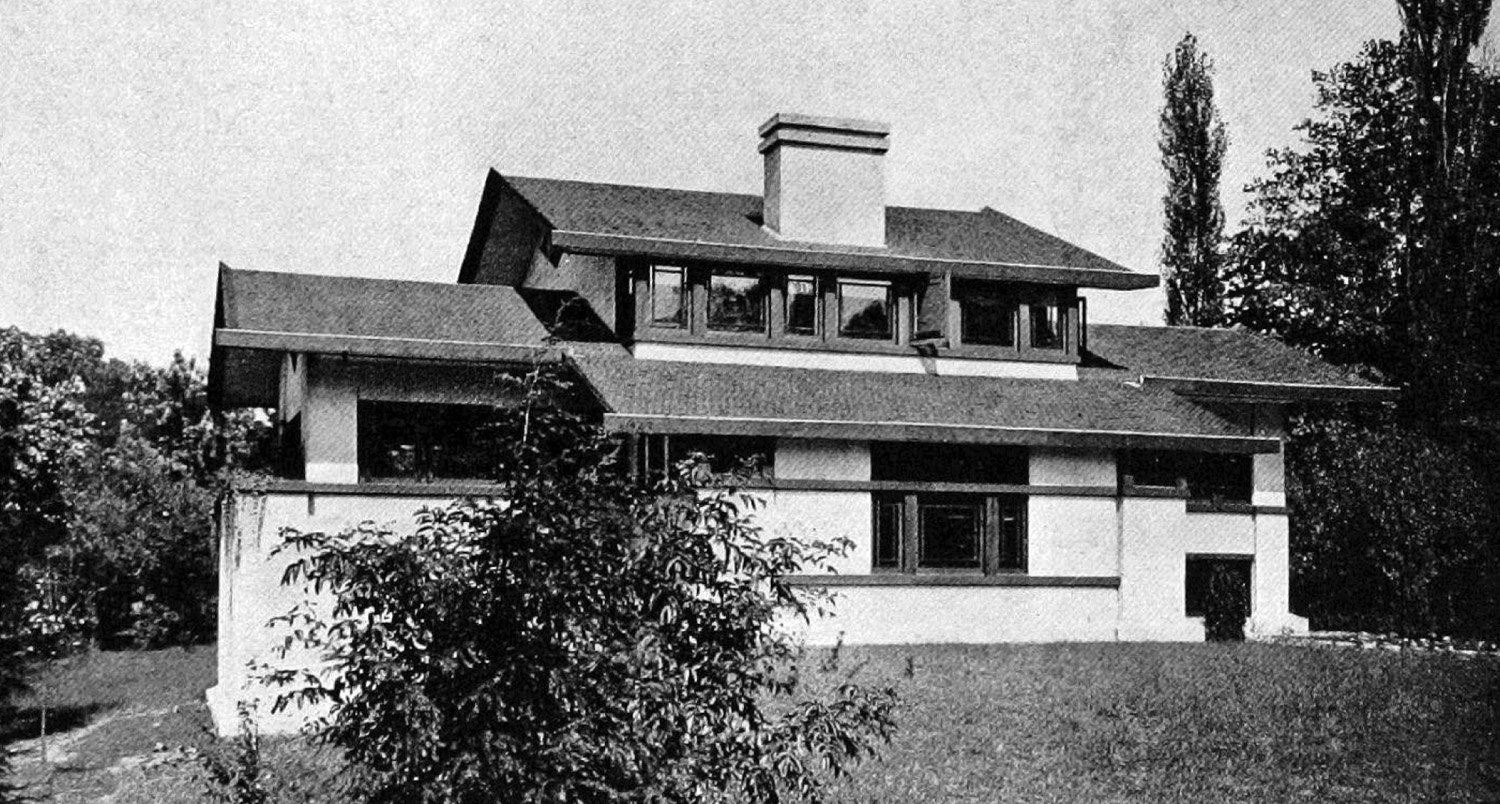
Ralph Griffin House, Edwardsville, Illinois, 1913
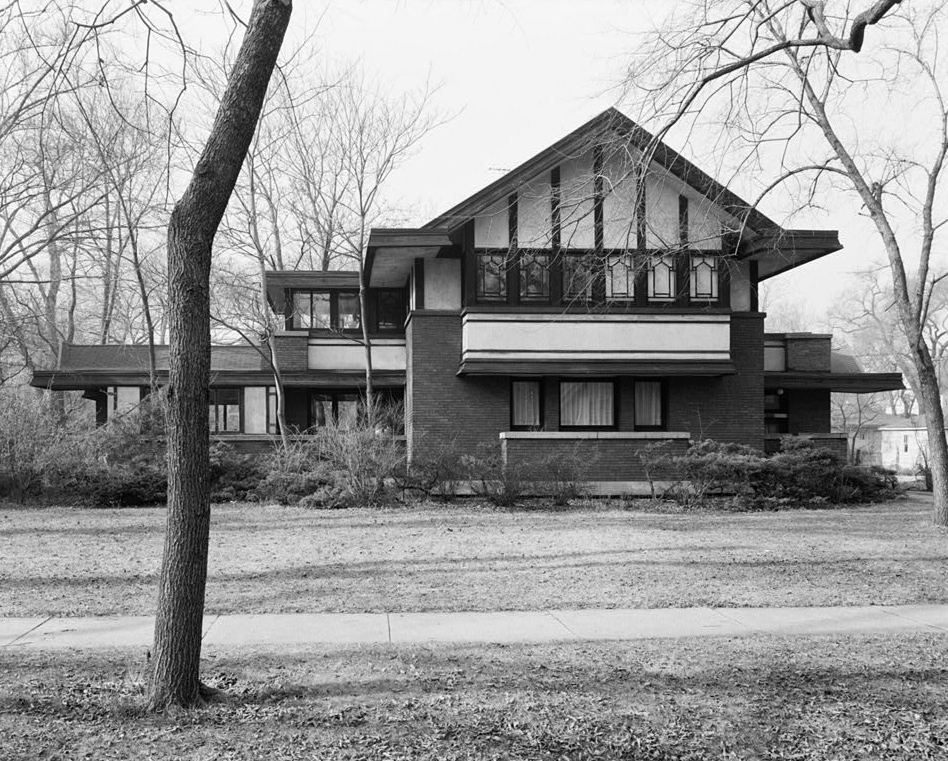
Frederick Carter House, Evanston, Illinois, 1910
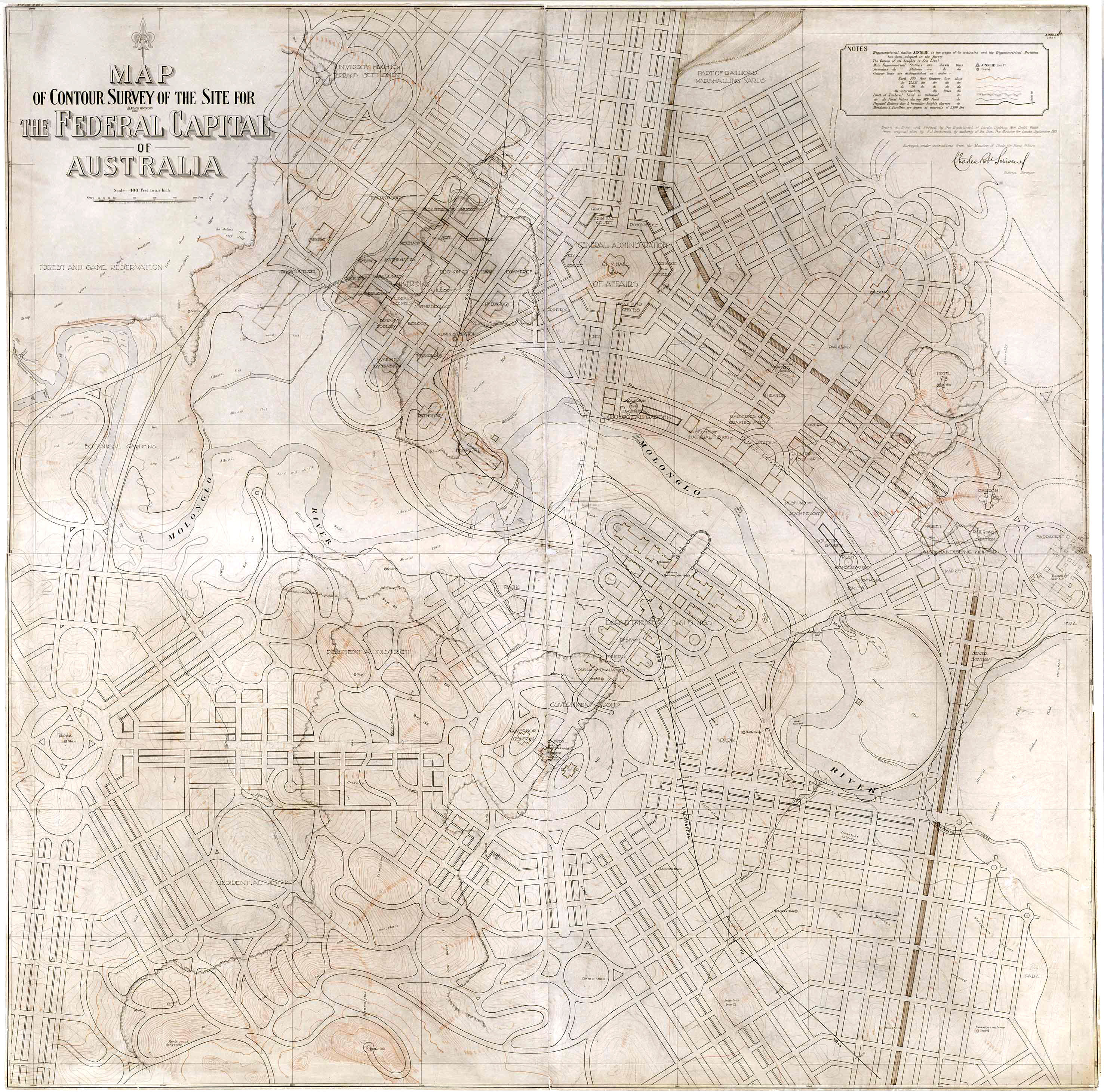
Griffins stadsplan för Canberra